# Villamalea
Villamalea es un municipio español situado al sureste de la península ibérica, en la provincia de Albacete, dentro de la comunidad autónoma de Castilla-La Mancha. Cuenta con una población de 3973 habitantes (INE 2024).

## Escudo
Hasta 1961 el Ayuntamiento de Villamalea no utilizaba escudo alguno, tan solo en sus sellos e impresos oficiales usaba las armas nacionales. Sin embargo, el 31 de julio de 1960 la corporación municipal aprobó unánimemente un proyecto de escudo que lo identificara. Como constaba que se había creado una fundación piadosa para enseñar el arte de tejer alfombras y tapices a las niñas pobres, cuya producción alcanzó renombre en España durante finales del siglo XVIII y todo el siglo XIX, se compusieron las armas de Villamalea del siguiente modo:
Escudo cortado, coronado con la Corona Real Española: primero, en campo de oro, una faja de gules (rojo) reflejando el señorío. Segundo, en campo de gules (rojo), un peine de púas y una lanzadera en oro, como símbolos de los batanes y talleres de alfombras fundados en el siglo XVIII.
Este proyecto fue aprobado por el Consejo de Ministros de 7 de abril de 1961, aunque por indicación de la Real Academia de la Historia, debía omitirse la lanzadera, ya que suponía una redundancia en la industria que se intentaba reflejar. De este modo, y desde 1961, ha venido utilizando el Ayuntamiento de Villamalea su escudo de armas.

## Historia

### Villamalea desde 1900 a 1931
Políticamente, el caciquismo cobró importancia relevante. El área geográfica de Villamalea estuvo controlada por la familia Ochando, una familia aristocrática de Albacete que se estableció a finales del siglo XIX y mantuvo durante cinco décadas el control de los partidos judiciales de Casas-Ibáñez y Alcaraz.
Con la llegada de la II República Española nacieron organizaciones de clase; partidos políticos y sindicatos de clase se crearon y desarrollaron, llegando a alcanzar el control de Villamalea a partir de las elecciones nacionales de 1936.
El campesinado pudo votar al alcalde de entonces, pero sometido al caciquismo, se veía obligado a satisfacer al propietario confiado por la familia Ochando, dueños de todas las tierras de la localidad.
Así, durante las tres primeras décadas el dominio de los propietarios fue total y absoluto, adoptando la forma del caciquismo; la gran mayoría de villamalenses dependían de los señores de las tierras, quienes les daban trabajo para mantener a su familia. Lejos quedaba aún el espíritu de iniciativa y de lucha del campesinado, que brotaría en la década de 1960 y 1970.

### II República y Guerra Civil
La vida laboral de entonces era muy dura; España estaba a punto de sumergirse en el peor conflicto jamás vivido en el país durante el siglo XX, y las condiciones de salubridad y laborales eran extremas.
Jornaleros y campesinos cobraban alrededor de tres pesetas al día por trabajar en pleno verano de sol a sol. Las difíciles condiciones higiénicas y sanitarias de la localidad se manifestaban en la escasez de agua potable, epidemias y enfermedades, que sumado a deficiencias alimentarias y un trabajo excesivo eran causa de muertes prematuras, lo que conducía a los matrimonios a tener un número elevado de hijos, para tener más probabilidades de mantener algún descendiente con vida.
A nivel nacional, en 1928 se creó la Radio Comunista del PCE. Posteriormente, durante la II República Española, se creó el sindicato socialista UGT, los partidos republicanos y, una vez iniciada la guerra, la CNT. También aparecieron la Falange Española y las JONS que contó en Villamalea con un sector muy minoritario de afiliados adinerados (1934).

#### El PCE de Villamalea
La figura de Luis García López es fundamental al introducir el PCE en la localidad alrededor de 1928; fue entonces cuando aparecieron los primeros militantes del partido comunista: Germán Carrasco el bizco, Juan Soriano, Cesáreo García el abuelo, Antonio García el Marrajá, Antonio el Calavera y Eugenio Molinero, todos ellos jornaleros y de clase obrera. Durante mucho tiempo los jornaleros ocultaban su afiliación al partido comunista por temor a las represalias de la aristocracia y guardias locales, mientras seguían siendo explotados por los caciques en un panorama nacional que conducía a la Guerra Civil.
En cuanto a otros partidos de izquierda, el PSOE no arraigó demasiado y careció de implantación orgánica en Villamalea hasta la década de 1960 y 1970.
Más radical fue el anarquismo que se rebeló ante el caciquismo imperante. Bernardo Parra, vecino de Villamalea, fue quien lo introdujo en la localidad, aunque tuvo menos seguidores que el comunismo.

#### Germán Carrasco,El Bizco, líder campesino
Nacido en Villamalea en 1900, de familia de pequeños campesinos y con fuerte temperamento, vivió conflictos políticos contra el caciquismo impuesto en la villa y como defensor del marxismo, fue conocido en el pueblo por protagonizar diversas revueltas contra la Guardia Civil. Durante la Guerra Civil fue teniente en el Quinto Regimiento del Ejército Popular de la República, formado por militantes comunistas del PCE. Muere en 1937 luchando en el frente de Madrid.

Pídele a Dios pan, y luego pídeselo al Bizco, a ver quién te lo da primero.
Dicho popular de Villamalea

#### Los sucesos de enero de 1936
Un hecho que pone de manifiesto el contexto hostil y conflictivo a que se había llegado en Villamalea entre jornaleros y caciques tuvo lugar en enero de 1936; los fríos del invierno habían hecho que muchos campesinos se lanzaran al monte a por leña. La caravana de regreso fue interceptada por la Guardia Civil, que la condujo al ayuntamiento. Entonces, el Bizco y sus compañeros de partido forcejearon con la guardia y consiguieron desarmarlos y repartir la leña entre el pueblo. El desacato a las fuerzas del orden provocó un gran escándalo en la derecha, que vio la ocasión de escarmentar al popular paisano de Villamalea, al que consideraban un revolucionario nato; la noche de ese mismo día el Bizco fue detenido por cuatro guardias civiles de distintas localidades cercanas.
Al día siguiente un despliegue espectacular de las fuerzas del orden frente al Ayuntamiento donde estaba encarcelado el Bizco trataba de intimidar al vecindario, disgustado por la detención. La noticia corrió y los vecinos llegaron en decenas y se agruparon en la plaza de la iglesia, junto a la fuente, y al grito de "soltar al Bizco", el clima de tensión entre la gente empezaba a caldearse, apareciendo garrotes, palos, hoces y horcas.
La respuesta masiva hizo retroceder a la Guardia Civil, que no cesaba de llamar a Casas-Ibáñez y Albacete, temerosos de que asaltasen el Ayuntamiento. A mediodía el Bizco fue finalmente puesto en libertad.
La izquierda se iba concienciando y agrupando, tomando cada vez más fuerza frente a la derecha de la época; en la II República Española, el Frente Popular (alianza de izquierdas y burguesía liberal) ganó las elecciones nacionales del 16 de febrero de 1936. Los conflictos entre republicanos y nacionales estaban a punto de estallar en julio con la Guerra Civil.

#### La Guerra Civil
El 17 de julio de 1936 estallaba la rebelión militar contra el Gobierno de la República. La noticia corrió como la pólvora junto a los pronunciamientos militares del general Francisco Franco y el resto de golpistas.
Mientras, en Villamalea, se crearon comités del Frente Popular que organizaron diversos sectores de la vida económica y social, se creó una milicia popular y un consejo obrero encargado de repartir víveres, y productos que venían de la provincia.
La minoría de derechas pasó a un segundo plano; el cura fue evacuado, la guardia llamada al frente, etc. Las riendas del pueblo fueron tomadas por Roque Ortiz, el primer alcalde de izquierdas en Villamalea.
Las primeras quintas de voluntarios se incorporaron a los frentes de la guerra. Los más jóvenes partían a luchar contra el fascismo de los nacionales, lo que supuso una escasez de mano de obra en años posteriores, obligando a las mujeres a cubrir dichas tareas.
Empezaron años de represiones de uno y otro bando.
De 1936 a 1939 la miseria, el dolor, las matanzas y la destrucción asolaron España hasta que finalizó la guerra con la victoria de Franco.

### La posguerra
La autoridad del bando nacional se impuso en toda España, y la represión contra los considerados rebeldes no se hizo esperar. En la villa, la derecha volvió a tomar el poder. Un terror hasta entonces desconocido se instaló en el pueblo; la fiebre antirrepublicana y anti Frente Popular, unida a la fobia anticomunista, estaban a la orden del día y las detenciones, los procesos y encarcelamientos se volvieron cotidianos.
El 2 de abril de 1939 se constituyó en Villamalea la Junta Local de las JONS, presidida por Claudio Moya, médico de derechas; fueron destituidos de sus cargos todos los funcionarios que hubo durante la guerra, al ser considerados desafectos al Régimen franquista.
Todos los sindicatos del PCE y de UGT fueron anulados por el régimen; todo lo que se había hecho hasta entonces fue ilegalizado, pero el espíritu izquierdista, sin embargo, se agudizó en el pueblo.
Entonces surgieron las famosas cooperativas, creadas por la unión de socios agrícolas y ganaderos, a favor de compartir y apoyarse unos con otros.

#### Cooperativa vinícola San Antonio Abad
La Cooperativa vinícola San Antonio Abad fue fundada en 1946 por necesidades económicas. Tuvo una enorme repercusión económica y social y fue el eje central de la villa desde 1953. Durante más de veinticinco años actuó como caja de resonancia de la conciencia campesina, no sólo de Villamalea, sino también de parte de La Mancha y otras zonas.

#### Reorganización clandestina delPCE
En la década de 1950 se sentaron las bases de lo que ya se empezó años atrás; Mario Fernández asumió un papel importante en su reorganización.
La primera oportunidad de los comunistas para involucrarse en la vida política fue a través de la Hermandad Local, organización sindical agraria que trataba de paliar el descontento entre clases. Su organización tenía asignadas funciones burocráticas referentes a tributaciones, seguros sociales, ayudas del estado, etc. Dentro de esta organización, la sección social estaba formada por miembros elegidos democráticamente, y precisamente esto fue un instrumento que permitió a los comunistas aproximar sus intereses a través de un marco legal; aun así, el PCE era totalmente ilegal en España.
Ramón Jiménez fue elegido para ello, siendo jefe de Hermandad correspondiente a la villa.
Tras el éxito alcanzado en la Hermandad, los comunistas se animaron, mientras la Cooperativa San Antonio Abad se iba consolidando como entidad económica.

## Geografía humana

### Demografía
Cuenta con una población de 3973 habitantes (INE 2024).
| Gráfica de evolución demográfica de Villamalea entre 1842 y 2021                                                      |
| |
| Población de derecho según los censos de población del INE. Población de hecho según los censos de población del INE. |

| 1900 | 1910 | 1920 | 1930 | 1940 | 1950 | 1960 | 1970 | 1981 | 1991 | 2001 | 2010 | 2015 | 2016 | 2017 | 2018 | 2019 | 2020 |
| ---- | ---- | ---- | ---- | ---- | ---- | ---- | ---- | ---- | ---- | ---- | ---- | ---- | ---- | ---- | ---- | ---- | ---- |
| 2028 | 2419 | 2776 | 3407 | 3717 | 3863 | 4028 | 3476 | 3361 | 3275 | 3570 | 4024 | 4106 | 4082 | 4124 | 4112 | 4027 | 4070 |

## Gobierno y administración
El término municipal de Villamalea pertenece al partido judicial de Casas-Ibáñez según la división de Partidos Judiciales vigente.
| Periodo   | Nombre                        | Partido |
| --------- | ----------------------------- | ------- |
| 1979-1983 | Mario Fernández García        |         |
| 1983-1987 | Pedro Campos                  |         |
| 1987-1991 | Federico Zafra Barceló        |         |
| 1991-1995 | Jacinto López Descalzo        |         |
| 1995-1999 | Jacinto López Descalzo        |         |
| 1999-2003 | Jacinto López Descalzo        |         |
| 2003-2007 | Jacinto López Descalzo        |         |
| 2007-2011 | Félix Diego Peñarrubia Blasco |         |
| 2011-2015 | Cecilio González Blasco       |         |
| 2015-2019 | Cecilio González Blasco       |         |
| 2019-2023 | Ana Teresa García Lozano      |         |
| 2023-act. | José Núñez Pérez              |         |

## Patrimonio histórico-artístico

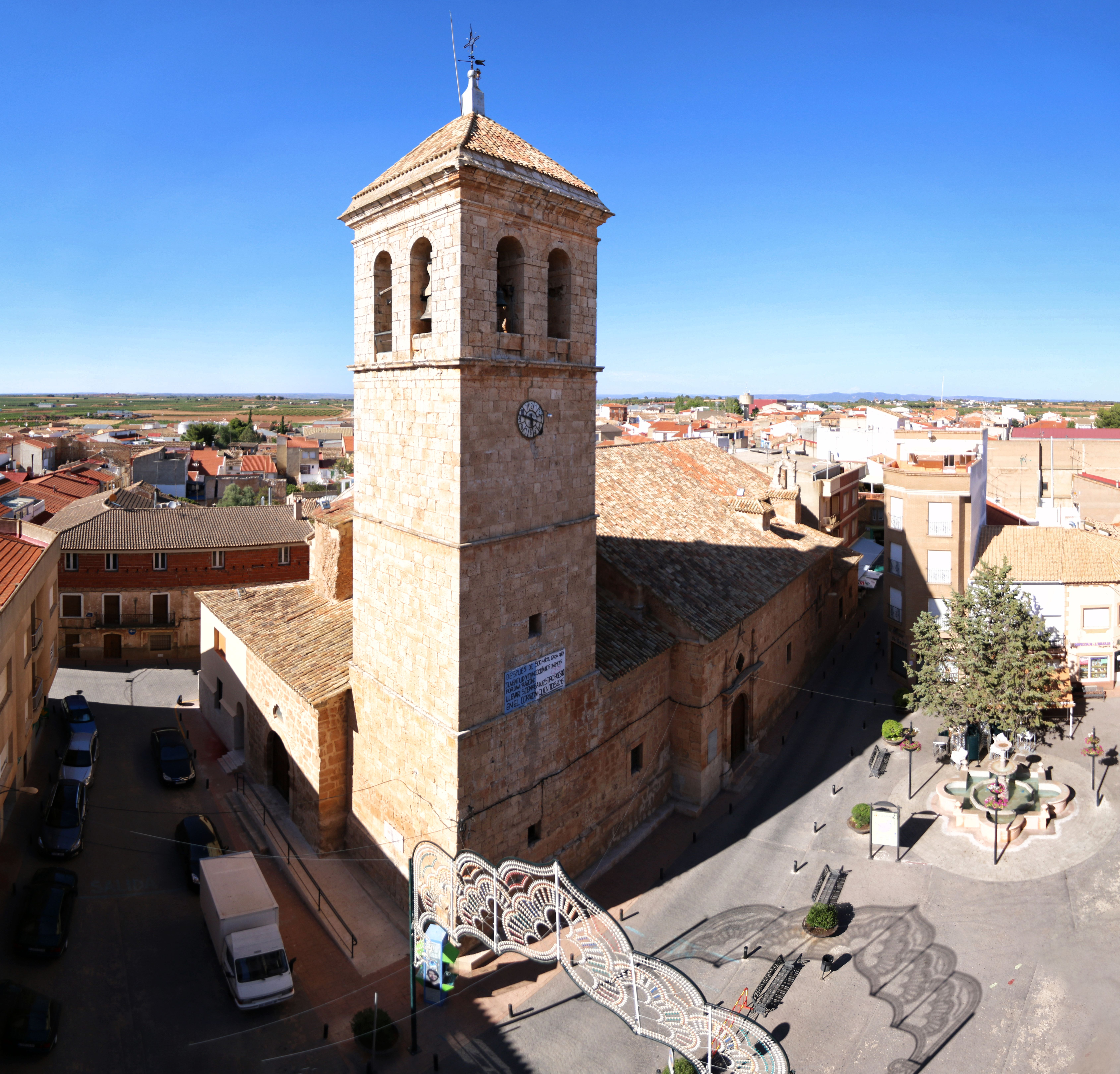
Iglesia de Nuestra Señora de la Anunciación.

Villamalea aún conserva en bastante buen estado, en el centro de la localidad, el edificio que en otros tiempos fuera ermita de la Concepción, cuya construcción es originaria de los comienzos del último tercio del siglo XVI. En su interior se conserva la estructura lineal de la techumbre, que forma un bello artesonado.
Asimismo, enclavada en el centro del municipio se localiza la iglesia de la Anunciación. 
Aunque la construcción data del periodo Gótico, la mayor parte se construye en el siglo XVII, construcción barroca.
Formalmente, el templo se caracteriza por su nave única de cabecera semicircular, cubierta por una bóveda de cañón con lunetas y fajones. En los laterales de la nave se sitúan las capillas, cubiertas por bóvedas sobre pechinas. También hay un coro alto a los pies. Del exterior destaca la sólida torre del siglo XVIII y una portada lateral abierta en un arco de medio punto enmarcado por pilastras y con entablamento de pirámides.
El 22 de diciembre de 1992 el templo católico es Bien de Interés Cultural, con código RI-51-0007372.
Cabe destacar que la construcción pertenece a la diócesis de Albacete, en concreto al arciprestazgo de La Manchuela.
En cuanto a elementos del patrimonio industrial destacan los restos del denominado Molinico (molino harinero).
Referente al patrimonio de comunicaciones, destacan un montón de elementos de la inacabada vía férrea Baeza-Utiel, con 2 grandes viaductos, 13 túneles y numerosas construcciones anejas (alcantarillas, trincheras....)

## Patrimonio Natural
Árboles de interés local. El variado término municipal (llanura, valle abierto del río Cabriel, ramblas, barrancos, tollos...) y el respeto al arbolado, permiten disfrutar de un número importante de ejemplares. (http://villamaleasi.blogspot.com/search/label/arboles%20de%20interes%20local)
Espacios naturales. Villamalea es la reina de los tollos de la Manchuela, con numerosos y bonitos ejemplos con agua (los más conocidos son "La cueva de los ángeles" y el de "La tortuga").

## Camino de Santiago de la Lana
A finales del siglo XX tomó gran importancia la difusión de los diferentes Caminos de Santiago que recorren la provincia de Albacete, entre ellos la Ruta de la Lana. Este camino une la ciudad de Alicante con la de Burgos donde se une con el Camino Francés y recorre la provincia de Albacete desde Almansa hasta Villamalea, pasando también por los términos municipales de Bonete, Alpera, Alatoz, Alcalá del Júcar y Casas-Ibáñez.

## Asociaciones y clubs
- Escuela municipal de música: enseña solfeo, canto, guitarra  eléctrica, instrumentos de percusión, viento, etc., tocar en la banda del pueblo.
- Grupo de danza Azahar (bailes para todas las edades)
- Grupo teatral Trigal
- Escuela municipal de fútbol
- Asociación de fútbol sala
- Unión Deportiva Villamalea
- Escuela de Orientación Deportiva de Villamalea
- Clubes de tenis, polideportivo y pelota
- Club Atletismo Tres Leguas de Villamalea
- Peña BTT La Ceja
- Cruz Roja de Villamalea (programas de voluntariado, asistencia a mayores, asistencia primeros auxilios en eventos, etc.)
- Protección Civil de Villamalea (ayuda y colaboración para organizar eventos y festejos para el pueblo)
- Asociación Española Contra el Cáncer "A.E.C.C."
- Asociación cultural El Guijoso (Organizadora de la Carrera Internacional de Camas de Villamalea)
- Asociación Cultural de Vecinos de Villamalea
- Asociación juvenil El Puntazo (Organización de conciertos y eventos juveniles para el pueblo)
- A.C.M.I. (Asociación Cultural de Músicos Independientes): local de ensayos para los grupos del pueblo, festivales de música, DJ's, etc.)
- Unión Musical de Villamalea
- Asociación Tierra Esmeralda
- Asociación de Mujeres "La Concepción"